# Suheyn Cipriani
Rashia Suheyn Cipriani Noriega (Lima, 17 de junio de 1996) es una modelo y exreina de belleza peruana, siendo la primera peruana en coronarse como Miss Eco Internacional 2019 en El Cairo, Egipto. El 29 de mayo de 2020, la destituyeron debido a su embarazo.

## Biografía
Nació en Lima, la capital peruana y por parte paterna, es de ascendencia italiana. A la edad de 17 años, inicia su carrera de modelaje como participante en el Elite Model Look Perú 2014 que fue realizado en Miraflores, en donde ganó la arequipeña Elsa Rondón, también fue embajadora de la Teletón y actualmente estudia Psicología.

## Pasarelas

### Miss Perú 2019
Cipriani representó a la ciudad de Lima en la noche de 29 de octubre del 2018 en el Teatro Municipal de Lima, en donde fueron 50 candidatas que ostenta la corona, ella ganó al premio del Mejor Cuerpo por la lencería Leonisa Perú, logró clasificar hasta el Top 10. Al final del evento, gana la modelo Anyella Grados de La Libertad.

### Miss Eco Internacional 2019
El pasado 29 de marzo de 2019 en el Almasa Capital, en El Cairo, Egipto, fue realizado el certamen de Miss Eco Internacional 2019. Al final del evento, Cipriani logra como coronarse como la nueva Miss Eco Internacional, derrotando a la filipina Maureen Montagne y fue coronada por Cynthia Magpatoc Thomalla de Filipinas, la Miss Eco Internacional 2018. 
El 29 de mayo de 2020, se le quitó la corona de Miss Eco International 2019 por no cumplir la norma de prohibición de un embarazo mientras dure su reinado.

### Miss Perú 2023
El 18 de mayo de 2023, se presentó como retadora, ubicándose como primera finalista y siendo la primera madre en concursar en el Miss Perú.